# Premier League Malti 2015-2016
La Premier League maltese 2015-2016 (ufficialmente BOV Premier League 2015-2016, per ragioni di sponsorizzazione) è stata la 101ª edizione della massima serie del campionato maltese di calcio. La stagione regolare è iniziata il 21 agosto 2015 e si è conclusa il 30 aprile 2016. L'Hibernians era la squadra campione in carica, avendo vinto il suo undicesimo titolo nell'edizione precedente. Il campionato è stato vinto dal Valletta.

## Stagione

### Novità
Al termine della stagione 2014-2015 Pietà Hotspurs e il Zebbug Rangers sono retrocesse in First Division. In loro sostituzione sono promossi il Pembroke Athleta e il St. Andrews.

### Formula
Il campionato si compone di due fasi. Nella prima fase le 12 squadre si affrontano in un girone di andata e ritorno, per un totale di 22 giornate. Al termine, ciascuna squadra mantiene metà dei punti guadagnati nella prima fase (il numero è arrotondato per eccesso, se ottengono un punteggio dispari) e affronta le altre squadre una sola volta.

La squadra campione di Malta è ammessa al secondo turno di qualificazione della UEFA Champions League 2016-2017.

La seconda e la terza classifica sono ammesse al primo turno di qualificazione della UEFA Europa League 2016-2017, assieme alla squadra vincitrice della Tazza Maltija 2015-2016.

Le ultime due classificate sono retrocesse in First Division, mentre la squadra classificata al 10º posto affronta la terza classificata della First Division per un posto in Premier League.

## Squadre partecipanti
| Club             | Città        | Stadio                           | Stagione precedente         |
| ---------------- | ------------ | -------------------------------- | --------------------------- |
| Balzan           | Balzan       | Stadio Victor Tedesco (Ħamrun)   | 4º posto in Premier League  |
| Birkirkara       | Birkirkara   | Stadio di Ta' Qali (Ta' Qali)    | 3º posto in Premier League  |
| Floriana         | Floriana     | Independence Arena               | 5º posto in Premier League  |
| Hibernians       | Paola        | Stadio Hibernians                | Campione di Malta           |
| Mosta            | Musta        | Stadio Charles Abela Memorial    | 10º posto in Premier League |
| Naxxar Lions     | Ta' Qali     | MFA Centenary Stadium            | 7º posto in Premier League  |
| Pembroke Athleta | Pembroke     | MFA Centenary Stadium (Ta' Qali) | 1º posto in First Division  |
| Qormi            | Qormi        | Stadio Qormi                     | 8º posto in Premier League  |
| Sliema Wanderers | Sliema       | Tigne Sports Complex             | 6º posto in Premier League  |
| St. Andrews      | St. Andrew's | Luxol Sports Ground              | 2º posto in First Division  |
| Tarxien Rainbows | Tarxien      | Tony Cassar Sports Ground        | 9º posto in Premier League  |
| Valletta         | La Valletta  | Stadio di Ta' Qali (Ta' Qali)    | 2º posto in Premier League  |

## Prima fase

### Classifica finale
|  | Pos. | Squadra          | Pt | G  | V  | N | P  | GF | GS | DR  |
|  | ---- | ---------------- | -- | -- | -- | - | -- | -- | -- | --- |
|  | 1.   | Valletta         | 53 | 22 | 17 | 2 | 3  | 49 | 21 | +28 |
|  | 2.   | Hibernians       | 50 | 22 | 15 | 5 | 2  | 53 | 25 | +28 |
|  | 3.   | Balzan           | 45 | 22 | 14 | 3 | 5  | 42 | 21 | +21 |
|  | 4.   | Birkirkara       | 42 | 22 | 12 | 6 | 4  | 41 | 20 | +21 |
|  | 5.   | Floriana         | 39 | 22 | 12 | 3 | 7  | 36 | 25 | +11 |
|  | 6.   | Tarxien Rainbows | 37 | 22 | 10 | 7 | 5  | 37 | 17 | +20 |
|  | 7.   | Mosta            | 30 | 22 | 8  | 6 | 8  | 29 | 33 | -4  |
|  | 8.   | Pembroke Athleta | 25 | 22 | 7  | 4 | 11 | 33 | 39 | -6  |
|  | 9.   | Sliema Wanderers | 24 | 22 | 7  | 3 | 12 | 31 | 36 | -5  |
|  | 10.  | Naxxar Lions     | 14 | 22 | 4  | 2 | 16 | 22 | 54 | -32 |
|  | 11.  | Qormi            | 9  | 22 | 2  | 3 | 17 | 19 | 49 | -30 |
|  | 12.  | St. Andrews      | 5  | 22 | 1  | 2 | 19 | 14 | 66 | -52 |

Note:

Tre punti a vittoria, uno a pareggio, zero a sconfitta.
La classifica viene stilata secondo i seguenti criteri:
- Punti conquistati
- play-off (solo per decidere la posizione nella seconda fase)
- Punti conquistati negli scontri diretti
- Differenza reti negli scontri diretti
- Reti realizzate negli scontri diretti
- Differenza reti generale
- Reti totali realizzate

### Risultati
|                  | Bal  | Bir  | Flo  | Hib  | Mos  | Nax  | Pem  | Qor  | Sli  | StA  | Tar  | Val  |
| ---------------- | ---- | ---- | ---- | ---- | ---- | ---- | ---- | ---- | ---- | ---- | ---- | ---- |
| Balzan           | –––– | 1-0  | 1-0  | 1-1  | 4-1  | 4-2  | 5-1  | 1-0  | 1-0  | 5-1  | 0-0  | 1-2  |
| Birkirkara       | 4-1  | –––– | 0-0  | 0-2  | 1-1  | 4-0  | 3-0  | 1-0  | 2-0  | 4-0  | 1-0  | 1-2  |
| Floriana         | 2-0  | 0-0  | –––– | 2-4  | 1-2  | 2-1  | 4-2  | 3-0  | 3-0  | 3-2  | 0-3  | 1-2  |
| Hibernians       | 3-2  | 1-1  | 2-1  | –––– | 1-4  | 4-1  | 2-1  | 4-2  | 2-1  | 3-0  | 2-0  | 1-0  |
| Mosta            | 1-3  | 0-3  | 0-1  | 0-4  | –––– | 0-2  | 3-3  | 1-0  | 1-2  | 3-1  | 0-0  | 2-2  |
| Naxxar Lions     | 0-2  | 2-2  | 0-1  | 0-7  | 0-1  | –––– | 1-5  | 1-1  | 1-2  | 0-1  | 0-5  | 1-2  |
| Pembroke Athleta | 0-0  | 1-4  | 1-2  | 1-1  | 0-2  | 2-0  | –––– | 0-0  | 0-2  | 4-3  | 1-2  | 2-3  |
| Qormi            | 0-5  | 1-2  | 0-1  | 1-2  | 1-3  | 0-5  | 1-2  | –––– | 3-6  | 3-0  | 1-4  | 0-2  |
| Sliema Wanderers | 0-2  | 1-3  | 1-2  | 2-2  | 1-1  | 1-2  | 1-0  | 0-0  | –––– | 6-1  | 0-2  | 2-4  |
| St. Andrews      | 0-2  | 1-3  | 0-5  | 2-2  | 0-3  | 1-2  | 0-4  | 0-4  | 0-1  | –––– | 1-1  | 0-3  |
| Tarxien Rainbows | 3-0  | 2-2  | 1-1  | 0-1  | 0-0  | 4-0  | 0-1  | 4-0  | 3-2  | 1-0  | –––– | 1-3  |
| Valletta         | 0-1  | 4-0  | 3-1  | 3-2  | 3-0  | 3-1  | 0-2  | 2-1  | 1-0  | 4-0  | 1-1  | –––– |

## Seconda fase
Tutte le squadre accedono alla seconda fase. I punti conquistati nella prima fase vengono dimezzati.

### Classifica finale
|                  | Pos. | Squadra          | Pt | G  | V  | N | P  | GF | GS | DR  |
| ---------------- | ---- | ---------------- | -- | -- | -- | - | -- | -- | -- | --- |
| Malta (bandiera) | 1.   | Valletta         | 53 | 33 | 25 | 4 | 4  | 69 | 27 | +42 |
|                  | 2.   | Hibernians       | 49 | 33 | 22 | 8 | 3  | 85 | 33 | +52 |
|                  | 3.   | Birkirkara       | 47 | 33 | 20 | 8 | 5  | 64 | 29 | +35 |
|                  | 4.   | Balzan           | 44 | 33 | 20 | 6 | 7  | 69 | 33 | +36 |
|                  | 5.   | Floriana         | 39 | 33 | 18 | 4 | 11 | 60 | 42 | +18 |
|                  | 6.   | Tarxien Rainbows | 35 | 33 | 15 | 8 | 10 | 59 | 31 | +28 |
|                  | 7.   | Sliema Wanderers | 30 | 33 | 12 | 6 | 15 | 49 | 51 | -2  |
|                  | 8.   | Pembroke Athleta | 24 | 33 | 10 | 6 | 17 | 48 | 61 | -13 |
|                  | 9.   | Mosta            | 22 | 33 | 10 | 7 | 16 | 42 | 60 | -18 |
|                  | 10.  | St. Andrews      | 13 | 33 | 4  | 3 | 26 | 32 | 90 | -58 |
|                  | 11.  | Naxxar Lions     | 12 | 33 | 5  | 4 | 24 | 29 | 95 | -66 |
|                  | 12.  | Qormi            | 9  | 33 | 3  | 4 | 26 | 26 | 80 | -54 |

Punti iniziali:

Valletta 27 pti, 49 GF, 21 GS
Hibernians 25 pti, 53 GF, 25 GS
Balzan 23 pti, 42 GF, 21 GS
Birkirkara 21 pti, 41 GF, 20 GS
Floriana 20 pti, 36 GF, 25 GS
Tarxien Rainbows 19 pti, 37 GF, 17 GS
Mosta 15 pti, 29 GF, 33 GS
Pembroke Athleta 13 pti, 33 GF, 39 GS
Sliema Wanderers 12 pti, 31 GF, 36 GS
Naxxar Lions 7 pti, 22 GF, 54 GS
Qormi 5 pti, 19 GF, 49 GS
St. Andrews 3 pti, 14 GF, 66 GS
Legenda:

      Campione di Malta e ammessa alla UEFA Champions League 2016-2017

      Ammessa alla UEFA Europa League 2016-2017

 Ammesso allo spareggio promozione-retrocessione

      Retrocesse in First Division 2016-2017

Tre punti a vittoria, uno a pareggio, zero a sconfitta.
La classifica viene stilata secondo i seguenti criteri:
- Punti conquistati
- play-off (solo per decidere la posizione nella seconda fase)
- Punti conquistati negli scontri diretti
- Differenza reti negli scontri diretti
- Reti realizzate negli scontri diretti
- Differenza reti generale
- Reti totali realizzate

### Risultati
|                  | Bal  | Bir  | Flo  | Hib  | Mos  | Nax  | Pem  | Qor  | Sli  | StA  | Tar  | Val  |
| ---------------- | ---- | ---- | ---- | ---- | ---- | ---- | ---- | ---- | ---- | ---- | ---- | ---- |
| Balzan           | –––– | 1-1  |      |      |      | 8-0  | 2-1  |      |      | 1-0  | 2-2  | 1-2  |
| Birkirkara       |      | –––– | 0-1  | 2-1  | 6-3  |      |      | 2-0  | 2-1  |      |      |      |
| Floriana         | 0-2  |      | –––– |      |      | 4-0  | 2-3  |      |      | 3-1  | 2-3  | 2-0  |
| Hibernians       | 3-1  |      | 3-1  | –––– | 3-0  |      |      | 6-0  | 1-1  |      |      |      |
| Mosta            | 0-3  |      | 2-4  |      | –––– |      | 3-5  |      |      | 1-1  |      | 1-2  |
| Naxxar Lions     |      | 0-4  |      | 0-8  | 2-1  | –––– | 1-1  | 1-1  |      |      | 0-3  |      |
| Pembroke Athleta |      | 0-1  |      | 1-1  |      |      | –––– | 3-1  | 0-2  |      | 0-4  |      |
| Qormi            | 0-3  |      | 1-3  |      | 0-1  |      |      | –––– | 1-0  | 2-4  |      | 0-2  |
| Sliema Wanderers | 3-3  |      | 2-2  |      | 1-0  | 4-2  |      |      | –––– | 3-1  |      | 0-3  |
| St. Andrews      |      | 1-3  |      | 1-4  |      | 3-1  | 3-1  |      |      | –––– | 2-3  |      |
| Tarxien Rainbows |      | 1-2  |      | 0-1  | 0-1  |      |      | 6-1  | 0-1  |      | –––– |      |
| Valletta         |      | 0-0  |      | 1-1  |      | 4-0  | 2-0  |      |      | 2-1  | 2-0  | –––– |

## Spareggio promozione-retrocessione
La decima classificata in Premier League (St. Andrews) ha sfidato la vincente dei play-off di First Division (Malta) (Senglea Athletic) per un posto in Premier League.
|             | Risultati |                  | Luogo e data         |  |
| ----------- | --------- | ---------------- | -------------------- |  |
| St. Andrews | 2 - 1     | Senglea Athletic | Paola, 6 maggio 2016 |  |

## Statistiche

### Classifica marcatori
Fonte: sito ufficiale.
| Gol |  |  | Giocatore               | Squadra                           |
| --- |  |  | ----------------------- | --------------------------------- |
| 20  |  |  | Mario Fontanella        | Floriana                          |
| 17  |  |  | Lydon Micallef          | Balzan                            |
| 16  |  |  | Alfred Effiong          | Balzan                            |
| 16  |  |  | Federico Falcone        | Valletta                          |
| 14  |  |  | Gilmar da Silva Ribeiro | Hibernians                        |
| 13  |  |  | Godwin Mensha           | Mosta (10) Balzan (3)             |
| 13  |  |  | Michael Mifsud          | Valletta (4) Sliema Wanderers (9) |
| 13  |  |  | Jorge Pereira da Silva  | Hibernians                        |
| 13  |  |  | Jorge Santos Silva      | Hibernians                        |
| 12  |  |  | Luke Montebello         | Tarxien Rainbows                  |
| 12  |  |  | Abdelkarim Nafti        | Valletta                          |
| 12  |  |  | Mauricio Villa          | Floriana                          |
| 11  |  |  | Vito Plut               | Birkirkara                        |
| 11  |  |  | Aleksandar Vujačić      | Balzan                            |
| 10  |  |  | Njongo Priso            | Valletta                          |
| 8   |  |  | Andrew Cohen            | Hibernians                        |
| 8   |  |  | Joseph Farrugia         | St. Andrews                       |
| 8   |  |  | Pedrinho                | Tarxien Rainbows                  |
| 8   |  |  | Matteo Piciollo         | Floriana                          |

## Verdetti finali
- Valletta campione di Malta e qualificato alla UEFA Champions League 2016-2017.
- Hibernians, Birkirkara e Sliema Wanderers (vincitore della Tazza Maltija 2015-2016) qualificati alla UEFA Europa League 2016-2017.
- Naxxar Lions e Qormi retrocessi in First Division.